# Fays-la-Chapelle
Fays-la-Chapelle ist eine französische Gemeinde mit 120 Einwohnern (Stand: 1. Januar 2022) im Département Aube in der Region Grand Est (vor 2016 Champagne-Ardenne). Sie gehört zum Arrondissement Troyes und zum Kanton Les Riceys.

## Geographie
Fays-la-Chapelle liegt etwa 18 Kilometer südsüdwestlich von Troyes. Umgeben wird Fays-la-Chapelle von den Nachbargemeinden Crésantignes im Norden, Jeugny im Osten und Südosten sowie Saint-Phal im Süden und Westen.

## Bevölkerungsentwicklung
| Jahr                       | 1962 | 1968 | 1975 | 1982 | 1990 | 1999 | 2006 | 2011 | 2019 |
| Einwohner                  | 217  | 180  | 170  | 147  | 138  | 130  | 134  | 145  | 126  |
| Quellen: Cassini und INSEE |      |      |      |      |      |      |      |      |      |

## Sehenswürdigkeiten
- Fachwerkkirche La Nativité-de-la-Notre-Dame (Mariä Geburt)

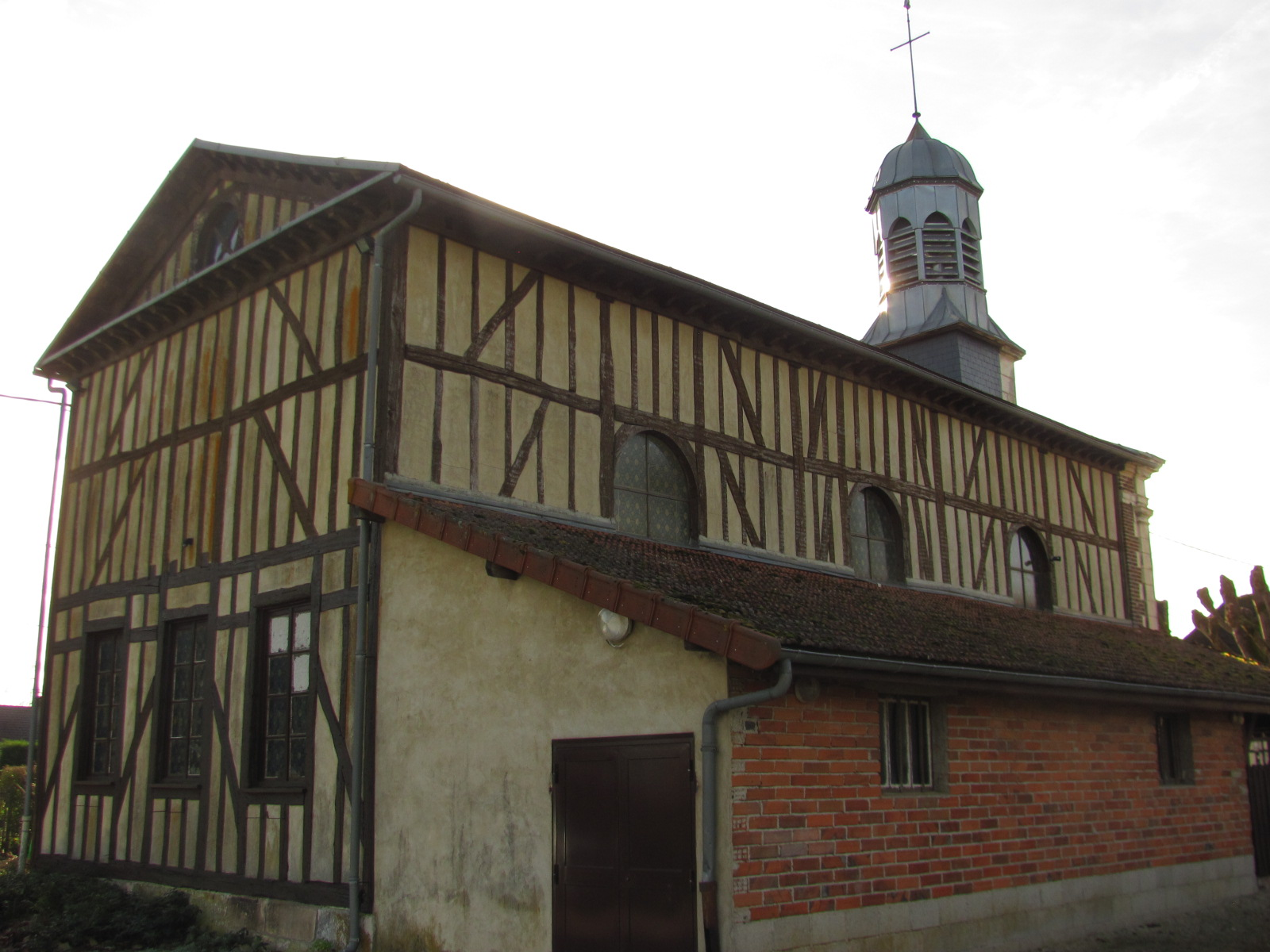
Fachwerkkirche